# Tahuantina zapfeae
Tahuantina zapfeae es una especie de araña araneomorfa de la familia Dictynidae. Es la única especie del género monotípico Tahuantina.  

## Distribución
Es originaria de Chile.